# Burmeistera utleyi
Burmeistera utleyi là loài thực vật có hoa trong họ Hoa chuông. Loài này được Wilbur miêu tả khoa học lần đầu tiên năm 1976, công bố năm 1977.